# I Love Hip Hop
«I Love Hip Hop» es el quinto maxisencillo de la banda Dragon Ash, y tercer sencillo de Viva la Revolution, álbum lanzado en 1999. Fue publicado el mismo día que Grateful Days como sencillos y ganaron popularidad rápidamente en Japón.
"I Love Hip Hop" es interpretada con melodía de la famosa canción de 1975, I Love Rock & Roll de The Arrows. Debido a su notable estilo karaoke, la canción se ha llevado a cabo en varias presentaciones en directo de Dragon Ash y sigue siendo un favorito de los fanáticos. Esta canción también tiene una similar introducción a la de Clean Up Woman por Betty Wright. 
Motor Headphone fue producido por los miembros Ikuzo Baba y Makoto Sakurai y lleva el nombre de su proyecto paralelo Motör Headphone.

## Lista de canciones
1. «I Love Hip Hop» – 4:22
2. «Freedom Of Expression» – 4:09
3. «Motor Headphone» – 2:01